# Sportgemeinschaft 09 Wattenscheid 2000-2001
Questa voce raccoglie le informazioni riguardanti la Sportgemeinschaft 09 Wattenscheid nelle competizioni ufficiali della stagione 2000-2001.

## Stagione
Nella stagione 2000-2001 il Wattenscheid, allenato da Hans Bongartz, concluse il campionato di Regionalliga nord al 11º posto.

## Rosa
| N. |                     | Ruolo | Calciatore        |
| -- | ------------------- | ----- | ----------------- |
| 1  | Germania (bandiera) | P     | Christoph Jacob   |
| 2  | Germania (bandiera) | D     | Frank Bläker      |
| 3  | Germania (bandiera) | D     | Stephan Urbainski |
| 4  | Germania (bandiera) | D     | Andreas Teichmann |
| 5  | Germania (bandiera) | D     | Thomas Kläsener   |
| 6  | Germania (bandiera) | C     | Markus Katriniok  |
| 7  | Germania (bandiera) | D     | Werner Kempkens   |
| 8  | Germania (bandiera) | C     | Andreas Przybilla |
| 9  | Nigeria (bandiera)  | A     | Abdul Iyodo       |
| 10 | Nigeria (bandiera)  | C     | Gabriel Melkam    |
| 12 | Germania (bandiera) | P     | Sebastian Butz    |
| 13 | Germania (bandiera) | D     | Andreas Köster    |
| 14 | Germania (bandiera) | C     | Dennis Lucke      |

| N. |                     | Ruolo | Calciatore        |
| -- | ------------------- | ----- | ----------------- |
| 15 | Germania (bandiera) | D     | Michael Stuckmann |
| 16 | Nigeria (bandiera)  | C     | Bright Ojigwe     |
| 17 | Germania (bandiera) | C     | Sven Lintjens     |
| 18 | Germania (bandiera) | D     | Arthur Matlik     |
| 19 | Germania (bandiera) | C     | Marc Bach         |
| 20 | Germania (bandiera) | C     | Patrick Nolden    |
|    | Nigeria (bandiera)  | D     | Yakubu Adamu      |
|    | Turchia (bandiera)  | C     | Hamit Altıntop    |
|    | Turchia (bandiera)  | C     | Farat Toku        |
|    | Turchia (bandiera)  | A     | Halil Altıntop    |
|    | Guinea (bandiera)   | A     | Soundiata Gomes   |
|    | Nigeria (bandiera)  | A     | Ganiyu Shittu     |
|    | Germania (bandiera) | A     | Guido Silberbach  |

## Organigramma societario
Area tecnica
- Allenatore: Hans Bongartz
- Allenatore in seconda:
- Preparatore dei portieri:
- Preparatori atletici:
- Analisi video:

## Calciomercato

### Sessione estiva
| Acquisti | Acquisti        | Acquisti           | Acquisti |
| R.       | Nome            | da                 | Modalità |
| -------- | --------------- | ------------------ | -------- |
| A        | Ganiyu Shittu   | Fortuna Düsseldorf |          |
| D        | Yakubu Adamu    | Heartland          |          |
| C        | Marc Bach       | Verl               |          |
| D        | Thomas Kläsener | Schalke 04         |          |
| C        | Sergej Korobka  | Uerdingen 05       |          |
| C        | Sven Lintjens   | Fortuna Colonia    |          |
| C        | Patrick Nolden  | Pirmasens          |          |

| Cessioni | Cessioni             | Cessioni           | Cessioni |
| R.       | Nome                 | a                  | Modalità |
| -------- | -------------------- | ------------------ | -------- |
| C        | Sergej Korobka       | Cloppenburg        |          |
| A        | Sergio Allievi       | FC Rhade           |          |
| C        | Çetin Aydin          | Siirtspor          |          |
| C        | Vartan Daldalian     | Wattenscheid 09 II |          |
| A        | Sergej Dikhtiar      | Saarbrücken        |          |
| A        | Emmanuel Oben-Takang | Babelsberg         |          |
| C        | Thorsten Schmugge    | Uerdingen 05       |          |
| D        | Mirko Stark          | Duisburg           |          |
| A        | Mike Terranova       | Gütersloh          |          |

### Sessione invernale
| Acquisti | Acquisti | Acquisti | Acquisti |
| R.       | Nome     | da       | Modalità |
| -------- | -------- | -------- | -------- |

| Cessioni | Cessioni      | Cessioni | Cessioni |
| R.       | Nome          | a        | Modalità |
| -------- | ------------- | -------- | -------- |
| A        | Marius Ebbers | Duisburg |          |

## Risultati

### Regionalliga nord

#### Girone di andata
| Arbitro: | Hems |

|                                                          |           |                            |
| Teichmann 12’ Ebbers 29’, 90’ Lintjens 45’ Katriniok 46’ | Marcatori | 18’ Maaß 19’, 50’ Teixeira |

| Arbitro: | Keßler |

|                                          |           |                       |
| Homola 41’ Bärwolf 58’ (rig.) Dengel 74’ | Marcatori | 47’ Melkam 61’ Ebbers |

| Arbitro: | Schößling |

|                             |           |               |
| Przybilla 41’ Katriniok 46’ | Marcatori | 48’ Owomoyela |

| Arbitro: | Thomßen |

|                                          |           |  |
| Balcárek 45’ Isa 52’ (rig.) Đurković 58’ | Marcatori |  |

| 23 agosto 2000 5ª giornata |  | – turno di riposo |  |  |

| Arbitro: | Reimer |

|           |           |                              |
| Iyodo 50’ | Marcatori | 44’ Weetendorf 88’ Wieczorek |

| Arbitro: | Rafati |

|                                    |           |                      |
| Fuß 22’ Bach 63’ (aut.) Empere 85’ | Marcatori | 48’ Iyodo 57’ Ebbers |

| Arbitro: | Grudzinski |

|           |           |  |
| Iyodo 17’ | Marcatori |  |

| Arbitro: | Hennecke |

|  |           |                                      |
|  | Marcatori | 5’ Katriniok 12’, 74’ Iyodo 83’ Bach |

| Arbitro: | Schriever |

|                           |           |                    |
| Teichmann 9’ Lintjens 19’ | Marcatori | 60’ Nadj 85’ Nacev |

| Arbitro: | Voss |

|                                             |           |  |
| Miftari 4’ Küntzel 18’ Lazic 45’ Lorenz 82’ | Marcatori |  |

| Bochum 15 ottobre 2000, ore 15:00 CEST 12ª giornata | Wattenscheid 09 | 0 – 0 referto | Preußen Münster | Lohrheidestadion (1 541 spett.)\| Arbitro: \| Bley \| |
| Arbitro:                                            | Bley            |               |                 |                                                       |

| Arbitro: | Fleske |

|             |           |                          |
| Kempers 55’ | Marcatori | 24’ Katriniok 88’ Ebbers |

| Arbitro: | Melms |

|            |           |                   |
| Melkam 42’ | Marcatori | 33’, 75’ Borowski |

| Arbitro: | Koop |

|            |           |                                 |
| Kringe 48’ | Marcatori | 12’, 28’, 71’ Ebbers 61’ Matlik |

| Arbitro: | Müller |

|                                    |           |                     |
| Ebbers 8’ (rig.) Lintjens 51’, 72’ | Marcatori | 29’ John 47’ Turgut |

| Arbitro: | Marks |

|             |           |            |
| Maglica 32’ | Marcatori | 76’ Ebbers |

| Arbitro: | Schößling |

|           |           |                              |
| Ebbers 6’ | Marcatori | 13’ (aut.) Kläsener 77’ Wolf |

| Arbitro: | Grudzinski |

|                                                    |           |                   |
| Schmidt 20’ Schröder 39’ (rig.) Schriewersmann 90’ | Marcatori | 31’ (rig.) Ebbers |

#### Girone di ritorno
| Arbitro: | Beitzel |

|                                                |           |                        |
| Jónsson 3’ Maaß 46’ Schmugge 48’ Rodriguez 87’ | Marcatori | 26’, 29’ (rig.) Ebbers |

| Arbitro: | Stachowiak |

|                      |           |                             |
| Adamu 13’ Shittu 52’ | Marcatori | 80’ Kruppke 85’ Vysniauskas |

| Arbitro: | Häcker |

|                                    |           |                                      |
| Tutas 15’ Radtke 36’ Scharping 78’ | Marcatori | 45’ Altıntop 75’ Melkam 88’ Lintjens |

| Arbitro: | Seemann |

|                      |           |                        |
| Iyodo 18’ Shittu 69’ | Marcatori | 47’ Menze 63’ Teixeira |

| 17 febbraio 2001 24ª giornata |  | – turno di riposo |  |  |

| Arbitro: | Melms |

|                  |           |                              |
| Burgdorf 8’, 71’ | Marcatori | 39’, 62’ Melkam 88’ Altıntop |

| Arbitro: | Thomßen |

|                         |           |              |
| Altıntop 72’ Melkam 83’ | Marcatori | 90’ Hauswald |

| Arbitro: | Reimer |

|               |           |  |
| Filipović 35’ | Marcatori |  |

| Arbitro: | Hielscher |

|                                     |           |                 |
| Lintjens 29’ Kempkens 45’ Adamu 83’ | Marcatori | 6’, 13’ Popović |

| Arbitro: | Schriever |

|                                             |           |                |
| Antwerpen 32’, 75’ Schneider 60’ Ridder 67’ | Marcatori | 26’, 45’ Iyodo |

| Arbitro: | Wehnert |

|                       |           |                  |
| Shittu 31’ Melkam 90’ | Marcatori | 16’, 67’ Küntzel |

| Arbitro: | Rafati |

|                               |           |                        |
| Adamu 35’ (aut.) Castilla 59’ | Marcatori | 13’ Iyodo 88’ Altıntop |

| Arbitro: | Grudzinski |

|              |           |                            |
| Altıntop 70’ | Marcatori | 23’ Džafić 31’ Radschuweit |

| Brema 5 maggio 2001, ore 14:00 CEST 33ª giornata | Werder Brema II | 0 – 0 referto | Wattenscheid 09 | Weserstadion - Platz 11 (400 spett.)\| Arbitro: \| Beitzel \| |
| Arbitro:                                         | Beitzel         |               |                 |                                                               |

| Arbitro: | Häcker |

|                            |           |           |
| Iyodo 4’, 89’ Lintjens 20’ | Marcatori | 60’ Bugri |

| Arbitro: | Fleske |

|                            |           |                           |
| John 51’ (rig.) Wojcik 70’ | Marcatori | 24’ Altıntop 87’ Kempkens |

| Arbitro: | Kreyer |

|              |           |  |
| Kempkens 61’ | Marcatori |  |

| Arbitro: | Hennecke |

|          |           |               |
| Wolf 18’ | Marcatori | 22’ Katriniok |

| Arbitro: | Seemann |

|                            |           |                          |
| Katriniok 55’ Lintjens 73’ | Marcatori | 14’ Schmidt 90’ Majewski |

## Statistiche

### Statistiche di squadra
| Competizione      | Punti | In casa | In casa | In casa | In casa | In casa | In casa | In trasferta | In trasferta | In trasferta | In trasferta | In trasferta | In trasferta | Totale | Totale | Totale | Totale | Totale | Totale | DR |
| Competizione      | Punti | G       | V       | N       | P       | Gf      | Gs      | G            | V            | N            | P            | Gf           | Gs           | G      | V      | N      | P      | Gf     | Gs     | DR |
| ----------------- | ----- | ------- | ------- | ------- | ------- | ------- | ------- | ------------ | ------------ | ------------ | ------------ | ------------ | ------------ | ------ | ------ | ------ | ------ | ------ | ------ | -- |
| Regionalliga nord | 48    | 18      | 8       | 6       | 4       | 34      | 28      | 18           | 4            | 6            | 8            | 31           | 38           | 36     | 12     | 12     | 12     | 65     | 66     | -1 |
| Totale            | 48    | 18      | 8       | 6       | 4       | 34      | 28      | 18           | 4            | 6            | 8            | 31           | 38           | 36     | 12     | 12     | 12     | 65     | 66     | -1 |

### Andamento in campionato
| Giornata  | 1 | 2 | 3 | 4 | 5  | 6  | 7  | 8  | 9 | 10 | 11 | 12 | 13 | 14 | 15 | 16 | 17 | 18 | 19 | 20 | 21 | 22 | 23 | 24 | 25 | 26 | 27 | 28 | 29 | 30 | 31 | 32 | 33 | 34 | 35 | 36 | 37 | 38 |
| --------- | - | - | - | - | -- | -- | -- | -- | - | -- | -- | -- | -- | -- | -- | -- | -- | -- | -- | -- | -- | -- | -- | -- | -- | -- | -- | -- | -- | -- | -- | -- | -- | -- | -- | -- | -- | -- |
| Luogo     | C | T | C | T |    | C  | T  | C  | T | C  | T  | C  | T  | C  | T  | C  | T  | C  | T  | T  | C  | T  | C  |    | T  | C  | T  | C  | T  | C  | T  | C  | T  | C  | T  | C  | T  | C  |
| Risultato | V | P | V | P |    | P  | P  | V  | V | N  | P  | N  | V  | P  | V  | V  | N  | P  | P  | P  | N  | N  | N  |    | V  | V  | P  | V  | P  | N  | N  | P  | N  | V  | N  | V  | N  | N  |
| Posizione | 1 | 7 | 5 | 9 | 10 | 13 | 15 | 11 | 9 | 11 | 14 | 13 | 11 | 13 | 10 | 7  | 9  | 9  | 11 | 12 | 12 | 12 | 12 | 12 | 12 | 10 | 13 | 9  | 13 | 12 | 13 | 13 | 13 | 11 | 11 | 11 | 12 | 11 |

Legenda:

Luogo: C = Casa; T = Trasferta. Risultato: V = Vittoria; N = Pareggio; P = Sconfitta.

### Statistiche dei giocatori
| Y. Adamu      | 22 | 2  | 5  | 1 |
| H. Altıntop   | 14 | 5  | 1  | 0 |
| H. Altıntop   | 11 | 1  | 1  | 0 |
| M. Bach       | 14 | 1  | 0  | 0 |
| F. Bläker     | 33 | 0  | 6  | 0 |
| S. Butz       | 0  | 0  | 0  | 0 |
| M. Ebbers     | 17 | 14 | 2  | 0 |
| S. Gomes      | 0  | 0  | 0  | 0 |
| A. Iyodo      | 22 | 11 | 1  | 0 |
| C. Jacob      | 36 | 0  | 6  | 0 |
| M. Katriniok  | 20 | 6  | 5  | 0 |
| W. Kempkens   | 27 | 3  | 5  | 0 |
| T. Kläsener   | 15 | 0  | 1  | 1 |
| A. Köster     | 22 | 0  | 0  | 0 |
| S. Lintjens   | 34 | 8  | 17 | 1 |
| D. Lucke      | 14 | 0  | 1  | 0 |
| A. Matlik     | 19 | 1  | 1  | 1 |
| G. Melkam     | 30 | 7  | 2  | 0 |
| P. Nolden     | 2  | 0  | 0  | 1 |
| B. Ojigwe     | 11 | 0  | 0  | 0 |
| A. Przybilla  | 27 | 1  | 8  | 1 |
| G. Shittu     | 15 | 3  | 0  | 0 |
| G. Silberbach | 1  | 0  | 0  | 0 |
| M. Stuckmann  | 24 | 0  | 2  | 1 |
| A. Teichmann  | 32 | 2  | 7  | 0 |
| F. Toku       | 0  | 0  | 0  | 0 |
| S. Urbainski  | 13 | 0  | 2  | 0 |